# Nederweert
Nederweert  è un comune olandese di 17 320 abitanti (2022) situato nella provincia del Limburgo.

## Geografia antropica

### Frazioni
| N. | Frazione                    | Abitanti |
| -- | --------------------------- | -------- |
| 1  | Nederweert (incl. Budschop) | 9631     |
| 2  | Ospel/Ospeldijk             | 4027     |
| 3  | Nederweert-Eind             | 1635     |
| 4  | Leveroy                     | 975      |